# Christa Randzio-Plath

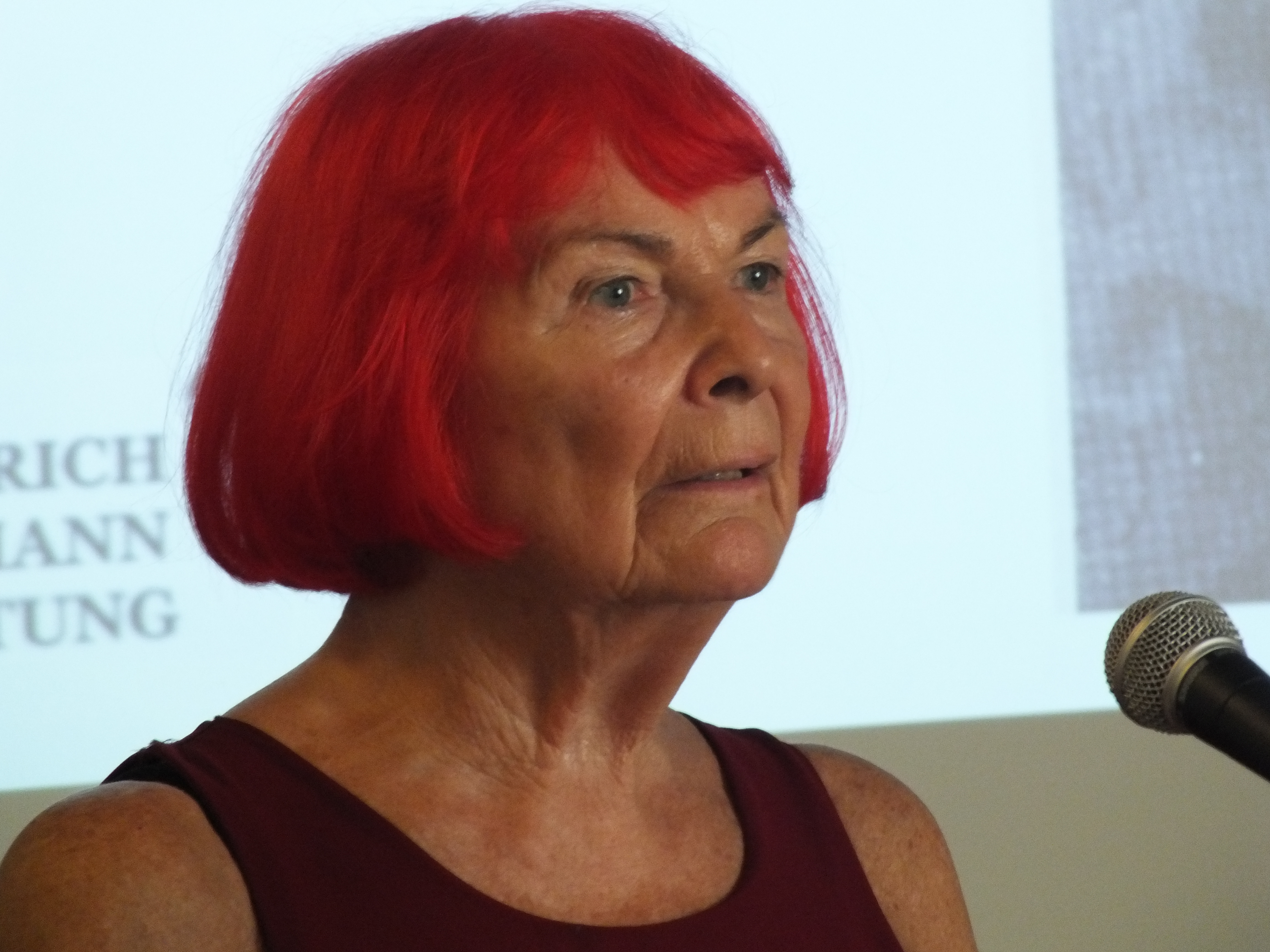
Imagem de Christa Randzio-Plath.

Christa Randzio-Plath (nascida em 29 de outubro de 1940) é uma advogada e política alemã. Foi deputada ao Parlamento Europeu de 1989 a 2004, em representação do Partido Social Democrata da Alemanha.
Ela nasceu em Racibórz, na Polónia.
De 1986 a 1989 ela foi membro do Parlamento de Hamburgo. Foi eleita membro da 3ª (1989-1994), 4ª (1994-1999) e 5ª sessões do Parlamento Europeu.
Em 2011, o Senado de Hamburgo homenageou-a com o prémio Bürgermeister-Stolten-Medaille.
Ela é membro do escritório de advocacia Rechtsanwälte Mille, Sieberth & Randzio-Plath.